# С (електросекція)
Електросекція С — ряд серій електропоїздів різноманітних модифікацій, що будувалися в СРСР від 1929 до 1958 року. Електросекція призначалася для постійного струму 1500 В, але в пізніших модифікаціях напругу було збільшено вдвічі через масовий перехід приміських електрифікованих дистанцій на мережу 3000 В.

## Сучасна доля рухомого складу

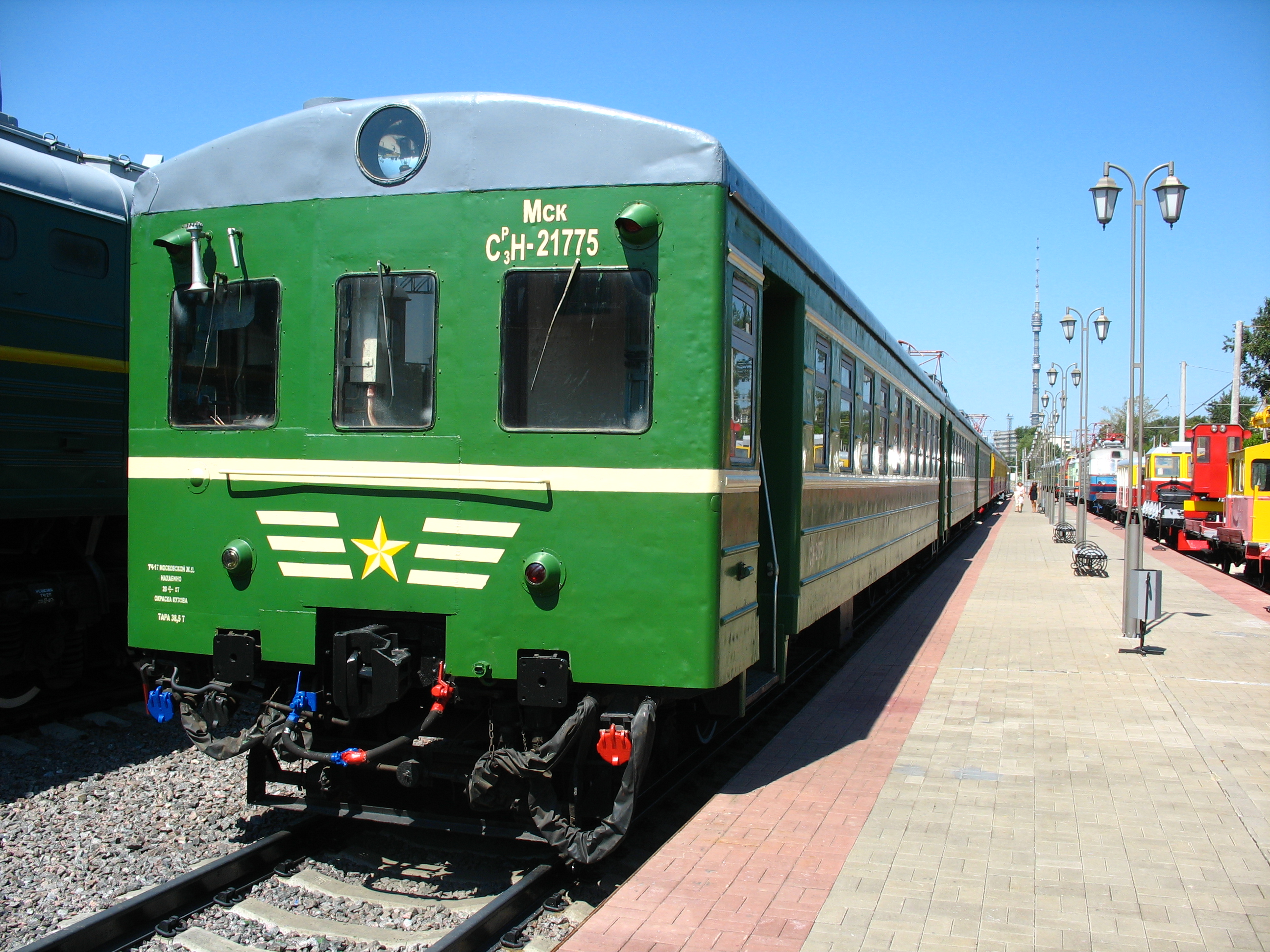
Електропоїзд С^{Р}_{3}-1775 в музеї

Наприкінці 1980-х років розпочалось масове виключення останніх моторвагонних секцій СР3 зі складу залізничних мереж. У Росії такі електропоїзди працювали до 1997 року в приміській зоні Ярославля. Одновагонні електромотриси, перероблені з моторних вагонів електросекцій експлуатуються за залізницях Грузії.
На початку 2000-х СР3 працювали на Львівській залізниці у Мукачево. Станом на 2012 рік, дві секції СР3 (1524 та 1758) працювали на відомчій лінії Орджонікідзевського гірничо-збагачувального комбінату в Україні та були виставлені на продаж у вересні цього ж року. Електропоїзди не знайшли покупця, тому було ухвалено рішення про їх демонтаж.
Електросекція СР3−1668 відреставрована та працює діючим музейним експонатом на випробувальному полігоні Всеросійського науково-дослідного інституту залізничного транспорту в міському окрузі Щербинка, що в складі Москви. Електросекції СР3 можна також побачити як музейні експонати на Ризькому вокзалі в Москві та Варшавському вокзалі в Санкт-Петербурзі, а також у Новосибірському (СР3−1239) та Єкатеринбурзькому залізничних музеях.